# Parafrènia
La parafrènia és un trastorn mental caracteritzat per un sistema organitzat d'idees delirants paranoides, amb al·lucinacions o sense (els símptomes positius de l'esquizofrènia) sense el deteriorament de la intel·ligència o de la personalitat (els seus símptomes negatius). La parafrènia és diferent de l'esquizofrènia perquè, encara que tots dos trastorns produeixen deliris i al·lucinacions, les persones amb esquizofrènia presenten canvis i deteriorament de la personalitat, mentre que els individus amb parafrènies mantenen una personalitat ben conservada i resposta afectiva. Aquest trastorn també es distingeix de l'esquizofrènia per una menor incidència hereditària, inadaptació menys pre-mòrbida, i una taxa més lenta de progressió. L'inici dels símptomes generalment es produeixen més tard en la vida, a prop de l'edat de 60 anys la prevalença de la malaltia entre els ancians és d'entre un 2-4%. La parafrènia no s'inclou en el DSM-IV. Els psicoterapeutes solen diagnosticar als pacients que tenen parafrènia com de psicosi atípica.

## Símptomes
Els principals símptomes de la parafrèniaa són deliris paranoides i al·lucinacions. Els deliris solen implicar a l'individu sentir-se objecte de persecució, encara que també poden ser eròtics, hipocondríacs o grandiosos per naturalesa. La majoria de les al·lucinacions associades a la parafrènia són auditius, amb un 75% de pacients que informaren d'aquesta experiència. Tanmateix, també s'han reportat al·lucinacions visuals, tàctils i olfactives. La paranoia i les al·lucinacions es poden combinar en forma de "veus amenaçadores o acusatòries procedents de cases veïnes que són reportades freqüentment pels pacients com pertorbadores i immerescudes". Els pacients també presenten una falta dels símptomes que comunament es troben en altres trastorns mentals similars a la parafrènia. No hi ha deteriorament significatiu de la intel·ligència i la personalitat. Els pacients també estan ben orientats en temps i espai.

## Possibles causes

### Neurològiques
La parafrènia s'associa sovint a un canvi físic en el cervell, tal com un tumor, accident cerebrovascular, dilatació ventricular, o procés neurodegeneratiu. La investigació que va examinar la relació entre les lesions cerebrals orgàniques i el desenvolupament dels deliris suggereixen que "les lesions cerebrals que condueixen a la disfunció subcortical podrien produir deliris ".

### Els factors predisposants
Molts dels pacients que es presenten amb parafrènia solen tenir una disminució auditiva significativa o pèrdua de la visió, són socialment aïllats amb manca de contacte social, no tenen una llar permanent, són solters i sense fills, i tenen trets de personalitat desadaptativa. Si bé aquests factors no causen la parafrènia, fan que els individus siguin més propensos a desenvolupar la malaltia més endavant en la vida.

## Diagnòstic
Si bé el diagnòstic de parafrènia no s'inclou actualment en el DSM-IV o la CIE-10, molts estudis han reconegut la condició com "una entitat diagnòstica viable que és diferent de l'esquizofrènia amb factors orgànics que tenen un paper important en una bona porció dels malalts»." As such, paraphrenia is seen as being distinct from both schizophrenia and progressive dementia in old age. Per tant, la parafrènia és vista com a diferent de l'esquizofrènia i la demència progressiva en la vellesa. Ravindran (1999) van desenvolupar una llista de criteris per al diagnòstic de parafrènies, que està d'acord amb gran part de la investigació realitzada fins al moment de la publicació.

## Administració
La investigació suggereix que els parafrènics responen bé al tractament farmacològic antipsicòtic si els metges poden aconseguir amb èxit el suficient compliment de les pautes indicades. Herbert va trobar que "Stelazine" combinat amb "Disipal" era un tractament efectiu. Va promoure la millora dels pacients. Mentre que la teràpia del comportament pot ajudar els pacients a reduir la seva preocupació per deliris, la psicoteràpia no és actualment un valor primari.

## Previsió
Les persones que desenvolupen parafrènia tenen una esperança de vida semblant a la de la població normal. La recuperació dels símptomes psicòtics sembla rar, i en la majoria dels casos el pacient presentarà la malaltia la resta de la seva vida. Els pacients experimenten un lent deteriorament de les funcions cognitives i el trastorn pot conduir a la demència, en alguns casos, però aquest deteriorament no és major que la població normal.

## Epidemiologia
Els estudis suggereixen que la prevalença de parafrènies en la població d'edat avançada és del voltant de 2-4%.

### Les diferències entre els sexes
Mentre que la parafrènia pot ocórrer tant en homes i dones, és més comú en les dones.

### Edat
S'observa principalment en pacients majors de 60 anys, però s'ha sabut que l'origen es produeix en els pacients d'entre 40 i 50 anys.

### Tipus de personalitat i situació de vida
Es suggereix que les persones que desenvolupen parafrènia tard, en la vida tenen personalitat premòrbida. Molts pacients també es van descriure com a persones solitàries, excèntriques, i amb trastorns de la personalitat. La major part de les característiques reconegudes amb anterioritat poden significar l'aparició de la parafrènia en els individus. Els pacients que presenten parafrènia es van trobant amb més freqüència entre individus que viuen sols, ja siguin solters, vidus o divorciats).

### Factors físics
El desenvolupament de la paranoia i les al·lucinacions en la vellesa s'ha relacionat tant auditivament com per la discapacitat visual. Les persones amb parafrènia sovint es presenten amb una o ambdues d'aquestes deficiències.

## Història
El terme parafrènia va ser originalment popularitzat per Karl Ludwig Kahlbaum en 1863 per descriure la tendència de certs trastorns psiquiàtrics que es produeixen durant determinats períodes de transició a la vida. El terme també va ser usat per Emil Kraepelin en 1919, que va canviar el seu significat per descriure parafrènia tal com s'entén avui en dia, com un petit grup de persones que tenen molts dels símptomes de l'esquizofrènia amb la manca de deteriorament i trastorns del pensament. L'estudi de Kraepelin va ser desacreditat per Wilhelm Mayer en 1921, quan es va dur a terme un estudi de seguiment a partir de dades de Kraepelin. El seu estudi suggereix que hi ha poca o cap discriminació entre l'esquizofrènia i parafrènia. Donat el temps suficient, els pacients que es presenten amb parafrènia es fusionaran amb els que presenten esquizofrènia. No obstant això, en 1952, Roth i Morrissey varen dur a terme un ampli estudi en què es va enquestar als ingressos hospitalaris mentals dels pacients majors. Es caracteritzen per tenir els pacients "deliris parafrènics que ... es van produir en cada cas en el marc d'un intel·lecte i personalitat ben conservada, afectant principalment al caràcter, i en general s'associen a les faltes de passivitat o altres pertorbacions volitives i al·lucinacions en clar consciència patognomònic de l'esquizofrènia ".
En la medicina recent, el terme parafrènia ha estat substituït pel diagnòstic de "molt tard-inici de la psicosi similar a l'esquizofrènia", i també ha estat anomenada "psicosi atípica, trastorn delirant". Els estudis actuals, però, reconeixen la condició com "una entitat diagnòstica viable que és diferent de l'esquizofrènia, amb factors orgànics que tenen un paper en una porció significativa dels pacients."